# Symploce okinoerabuensis
Symploce okinoerabuensis är en kackerlacksart som beskrevs av Asahina 1974. Symploce okinoerabuensis ingår i släktet Symploce och familjen småkackerlackor. Inga underarter finns listade i Catalogue of Life.